# Laura Frank
Laura Frank Jakobsen (født 3. august 1998) er en kvindelig dansk fodboldspiller, der spiller forsvar for Fortuna Hjørring i Gjensidige Kvindeligaen.

## Karriere

### Klubhold
Frank startede med at spille hendes første ungdomsår for VH08 Mariagerfjord, hvorefter hun i sommeren 2013, skiftede til Team Viborg. I Viborg, spillede hun indtil 2015, hvor topklubben Fortuna Hjørring, i juli 2015 skrev kontrakt med hende. Hun forlængede desuden hendes kontrakt med klubben yderligere i april 2018. Efter fem sæsoner i ligaklubben, valgte hun at nedtrappe fodbolden ,hvori hun derved skiftede til 1. divisionsklubben AaB. Efter bare en sæson i klubben, valgte hun at forlænge i juni 2020.

### Landshold
Hun har tidligere optrådt for både Danmarks U/17- og U/19-landsholdet. Hun debuterede d. 28. februar 2018, for A-landsholdet mod Island, ved Algarve Cup 2018, efter at have haft stor succes i Fortuna Hjørring. Hun har dog ikke siden optrådt for landsholdet. Hun var forinden også blevet udtaget til en enkelt venskabskamp for U/23-landsholdet mod Finland i september 2017.